# 田伯栋
田伯栋，湖广（今湖北湖南）人，是一名明朝政治人物。
田伯栋曾于1465年接替叶荣任崇明县知县一职，1496年由高需接任。